# Embleem van Haïti
Het embleem van Haïti werd voor het eerst aangenomen in 1807, en bestaat in zijn huidige vorm sinds 1986. Het staat ook afgebeeld in het midden van de Haïtiaanse vlag.
Het embleem toont een palmboom, waaromheen op een groen gazon Haïtiaanse vlaggen en kanonnen staan opgesteld. Verder toont het onder meer scheepsankers, geweren, een bugel en een kleine trom. Boven de palmboom staat een frygische muts op een stok, als symbool van vrijheid.
Op het lint staat in het Frans de tekst L'Union fait la force ("Eenheid maakt macht").
Antigua en Barbuda · Aruba · Bahama's · Barbados · Belize · Canada · Costa Rica · Cuba · Curaçao · Dominica · Dominicaanse Republiek · El Salvador · Grenada · Guatemala · Haïti · Honduras · Jamaica · Mexico · Nicaragua · Panama · Saint Kitts en Nevis · Saint Lucia · Saint Vincent en de Grenadines · Sint Maarten · Trinidad en Tobago · Verenigde Staten
Afhankelijke gebieden

Amerikaanse Maagdeneilanden · Anguilla · Bermuda · Britse Maagdeneilanden · Groenland · Guadeloupe · Kaaimaneilanden · Martinique · Montserrat · Navassa · Puerto Rico · Saint-Pierre en Miquelon · Turks- en Caicoseilanden